# Liste des phares en Guinée
Ceci est une liste des phares en république de Guinée.

## Phares
| Nom                                | Image | Année construit | Emplacement & coordonnées        | Classe de lumière  | Focal hauteur              | NGA nombre | Amirauté nombre | Gamme nml             |
| ---------------------------------- | ----- | --------------- | -------------------------------- | ------------------ | -------------------------- | ---------- | --------------- | --------------------- |
| Phare de Boulbinet                 |       | 1906            | 9° 30′ 10,18″ N, 13° 43′ 11,1″ O | Oc (2) WR 12s.     | 13 mètres (42,6509187 pi)  | 24636      | D3093           | blanc : 12 rouge : 10 |
| Phare du Cap Gonzales              |       | n / A           | 10° 24′ 16,2″ N, 14° 41′ 21,1″ O | Fl (3) W 15s.      | 10 mètres (32,808399 pi)   | 24612      | D3087           | 15                    |
| Phare du Cap Verga                 |       | n / A           | 10° 15′ 06,5″ N, 14° 26′ 24,4″ O | Fl (2) W 10s.      | 120 mètres (393,700788 pi) | 24616      | D3088           | 20                    |
| Conakry Phare Dique de la Prudente |       | n / A           | 9° 30′ 34,6″ N, 13° 43′ 20,2″ O  | QV (6) L Fl W 10s. | 13 mètres (42,6509187 pi)  | 24640      | D3094           | 7                     |
| Phare de l'Île Matakong            |       | 1902            | 9° 16′ 02,1″ N, 13° 25′ 48,7″ O  | Iso W 4s.          | 21 mètres (68,8976379 pi)  | 24648      | D3096           | 6                     |
| Phare de l'île Tamara              |       | 1906            | 9° 27′ 28,7″ N, 13° 50′ 01,1″ O  | FlW 5s.            | 95 mètres (311,6797905 pi) | 24620      | D3090           | 26                    |